# Nyasha Mushekwi
Nyasha Mushekwi (Harare, 21 augustus 1987) is een Zimbabwaanse voetballer die wordt uitgespeeld als aanvaller, en onder contract staat bij het Zuid-Afrikaanse Mamelodi Sundowns. Hij werd in het seizoen 2013/14 gehuurd door de Belgische eersteklasser KV Oostende en komt sinds 2019 uit voor het Chineese Zhejiang Greentown FC.

## Carrière

### Afrika
Zijn profcarrière startte in 2007, bij het Zimbabwaanse CAPS United. In 2009 werd hij topschutter in de Zimbabwaanse competitie met 21 goals. In 2010 belandde hij bij de Zuid-Afrikaanse topclub Mamelodi Sundowns FC. In de periode 2011-2012 toonden zowel de toenmalige Duitse eersteklasser SpVgg Greuther Fürth als SC Freiburg interesse voor hem, maar tot een transfer kwam het niet. In zijn eerste twee seizoenen bij de Zuid-Afrikaanse club speelde hij 63 wedstrijden en scoorde hij 33 keer.

### KV Oostende
In de zomer van 2013 mocht Mushekwi testen bij de Belgische eersteklasser KV Oostende, waar hij een goede indruk naliet in de voorbereidingswedstrijden. Na de testperiode besloot de club om hem een contract aan te bieden. Hij werd voor één seizoen gehuurd van Mamelodi Sundowns. Mushekwi liet een goede indruk na, maar eind februari viel hij voor de rest van het seizoen uit, waardoor de aankoopoptie in zijn contract niet gelicht werd.

### Djugardens IF
Doordat zijn Zuid-Afrikaanse club Mamelodi Sundows al het maximumaantal toegelaten buitenlanders had ingeschreven, kon Mushekwi bij zijn terugkeer niet meteen voor hen uitkomen. Na zijn blessure ging hij op de proef bij het Deense Hobro IK, maar uiteindelijk werd hij eind maart 2015 uitgeleend aan het Zweedse Djurgårdens IF. Met 12 goals uit 21 competitiewedstrijden eindigde hij gedeeld derde in de topschuttersstand van de Allsvenskan.

### China
In januari 2016 maakte Mushekwi de overstap naar Dalian Yifang in de China League One, het tweede niveau in het Chinese voetbal. In zijn eerste seizoen eindigde hij met 20 competitiegoals tweede in de topschuttersstand na Luís Fabiano, in het tweede seizoen werd hij met 16 goals slechts gedeeld zesde maar werd hij wel kampioen. Ook in de China Super League bleef hij goed bij schot: in zijn eerste seizoen op het hoogste niveau in China trof hij 15 keer raak. Door blessures en de komst van Yannick Carrasco en Nicolás Gaitán slonken zijn speelkansen wat in zijn vierde seizoen, maar toch bleef Mushekwi zijn goaltjes meepikken. In juli 2019 verhuisde hij desondanks naar de Chinese tweedeklasser Zhejiang Greentown FC.

## Statistieken
| Seizoen | Club                 | Land                 | Competitie            | Competitie | Competitie | Beker van Zuid-Afrika | Beker van Zuid-Afrika | League Cup       | League Cup       | MTN 8 Cup | MTN 8 Cup | Totaal | Totaal |
| Seizoen | Club                 | Land                 | Competitie            | Wed.       | Dlp.       | Wed.                  | Dlp.                  | Wed.             | Dlp.             | Wed.      | Dlp.      | Wed.   | Dlp.   |
| ------- | -------------------- | -------------------- | --------------------- | ---------- | ---------- | --------------------- | --------------------- | ---------------- | ---------------- | --------- | --------- | ------ | ------ |
| 2010/11 | Mamelodi Sundowns FC | Vlag van Zuid-Afrika | Premier Soccer League | 27         | 14         | 0                     | 0                     | 0                | 0                | 0         | 0         | 27     | 14     |
| 2011/12 | Mamelodi Sundowns FC | Vlag van Zuid-Afrika | Premier Soccer League | 28         | 9          | 4                     | 10                    | 1                | 0                | 3         | 0         | 36     | 19     |
| 2012/13 | Mamelodi Sundowns FC | Vlag van Zuid-Afrika | Premier Soccer League | 25         | 5          | 3                     | 0                     | 4                | 0                | 2         | 1         | 34     | 6      |
| Seizoen | Club                 | Land                 | Competitie            | Competitie | Competitie | Play-offs             | Play-offs             | Beker van België | Beker van België | Europa    | Europa    | Totaal | Totaal |
| Seizoen | Club                 | Land                 | Competitie            | Wed.       | Dlp.       | Wed.                  | Dlp.                  | Wed.             | Dlp.             | Wed.      | Dlp.      | Wed.   | Dlp.   |
| 2013/14 | → KV Oostende        | Vlag van België      | Jupiler Pro League    | 20         | 2          | 0                     | 0                     | 5                | 1                | —         | —         | 25     | 3      |
| TOTAAL  | TOTAAL               | TOTAAL               | TOTAAL                | 100        | 30         | 7                     | 10                    | 10               | 1                | 5         | 1         | 122    | 42     |

## Erelijst
| Individueel                       |    |      |
| Topscorer Zimbabwe Premier League | 1x | 2009 |